# BlackBerry Storm
BlackBerry Storm e il BlackBerry Storm 2 sono i primi dispositivi con schermo tattile di fascia alta degli smartphone di Research In Motion, tutti caratterizzati da quattro tasti anteriori e da uno schermo con risoluzione di 480x360 px. A differenza della serie BlackBerry Bold, questi smartphone sono privi di tastiera QWERTY fisica. Successivamente fu introdotta la serie BlackBerry Torch, dapprima con modelli dotati sia di touchscreen che di tastiera fisica, e poi con modelli completamente touch.

## Storm 9500 e 9530

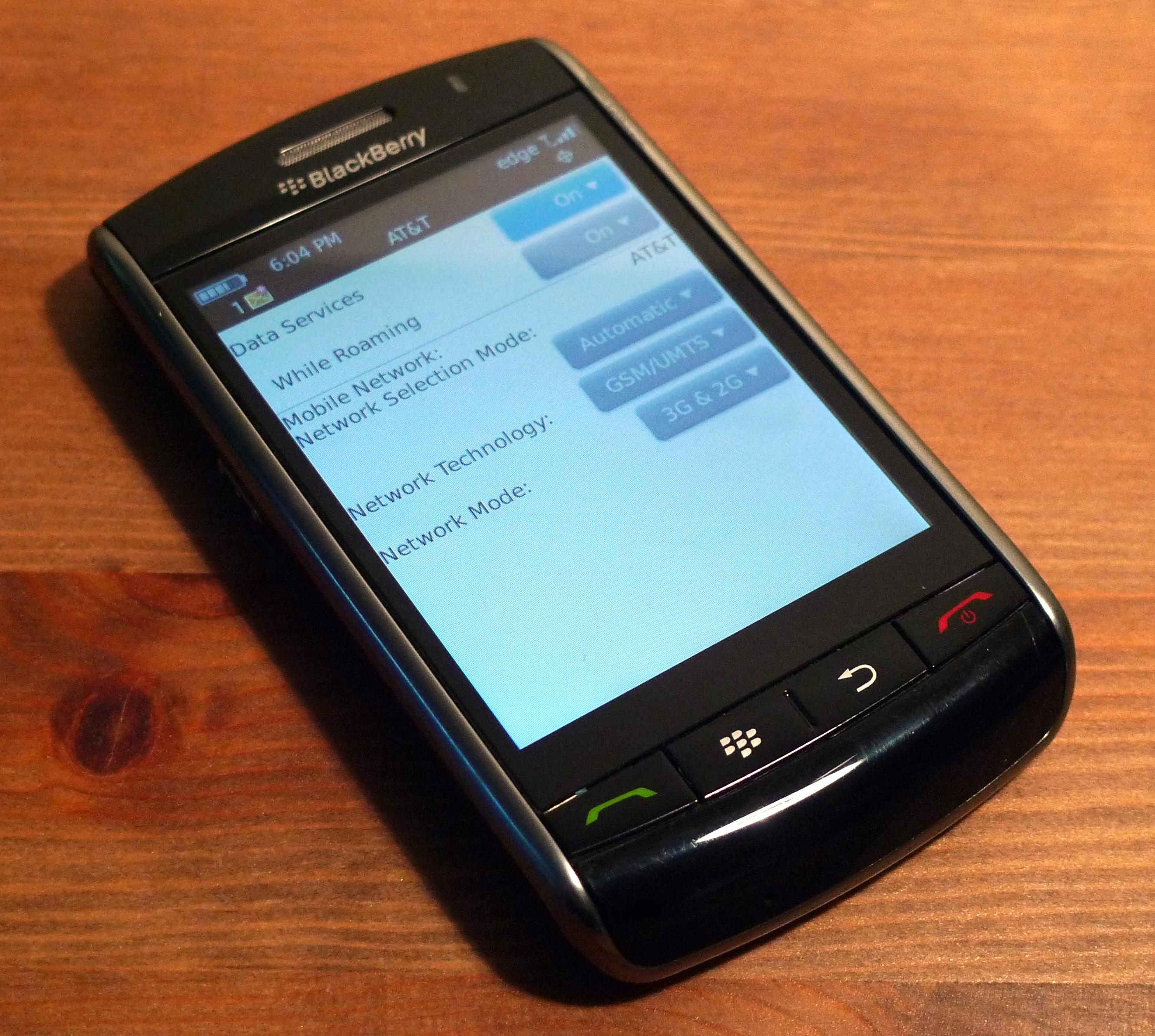
BlackBerry Storm

Il 9500 e il 9530 furono i primi della serie Storm e debuttarono nel novembre del 2008, inserendo la Blackberry nel segmento dei dispositivi a schermo tattile.
Le specifiche sono:
Hardware
- Dimensioni: 112,52 x 62.2 x 13.95 mm
- Peso: 155 grammi
- Tipo: TFT, 65.536 colori
- Dimensioni dello schermo: 480x360 pixel, 3.3 pollici
- Schermo tattile capacitivo
- Tipi di allarme: Vibrazione; Polifonica (32)
- Vivavoce
- Jack audio da 3.5 mm
- Memoria interna
  - ROM: 192 MB Flash EEPROM
  - RAM: 128 MB SDRAM
- Slot microSD fino a 32 GB

Connettività
- 2G: GSM/GPRS/EDGE 850 / 900 / 1800 / 1900
- 3G: UMTS/HSDPA/HSUPA 1900 / 2100
- Bluetooth: v2.0 con EDR
- USB: microUSB

Fotocamera
- Risoluzione 3,2 megapixel, 2048x1536 pixel, con flash LED
- Registrazione video 320p
- Autofocus

Caratteristiche
- OS: BlackBerry OS 4.7
- CPU: 528 MHz (Qualcomm MSM7600)
- Messaggistica: SMS, MMS, Email, IM
- Browser HTML
- Radio FM
- Giochi
- A-GPS
- Java
- Supporto audio
- Supporto video
- Organizer
- Promemoria vocali
- T9

Batteria
- Batteria agli ioni di litio da 1400 mAh

Il modello 9500 si differenzia anche per il processore Marvell PXA930 da 624 MHz, mentre il modello 9530 si differenzia anche per il supporto delle reti CDMA 800 / 1900.
Lo Storm è dotato di un particolare schermo "SurePress" per la conferma dell'input da parte dell'utente. Agendo meccanicamente come un pulsante, lo schermo rientra leggermente all'interno del corpo del dispositivo quando premuto con forza sufficiente, per poi tornare alla posizione originaria quando rilasciato.

## Storm 2 9520 e 9550
Il dispositivo 9550 venne lanciato sul mercato nel novembre del 2010, mentre il 9520 nel gennaio del 2010. Si differenziano dai primi modelli per via della maggiore memoria, potenza di calcolo e la nuova scocca, leggermente rivista nella zona inferiore. Viene inoltre introdotto il supporto alle reti Wi-Fi.

Le specifiche sono:
Hardware
- Dimensioni: 112,5 x 62 x 13.9 mm
- Peso: 155 grammi
- Tipo: TFT, 65.536 colori
- Dimensioni: 480x360 pixel, 3.3 pollici
- Schermo tattile capacitivo
- Tipi di allarme: Vibrazione; Polifonica (32)
- Vivavoce
- Jack audio da 3.5 mm
- Memoria interna
  - ROM: 256 MB Flash EEPROM
  - RAM: 256 MB SDRAM
- Slot microSD fino a 32 GB

Connettività
- 2G: GSM/GPRS/EDGE 850 / 900 / 1800 / 1900
- 3G: UMTS/HSDPA/HSUPA 1900 / 2100

- Wi-Fi: IEEE 802.11 b/g, 54 Mbit/s

- Bluetooth: v2.1 con EDR
- USB: microUSB

Fotocamera
- Da 3,2 megapixel, 2048x1536  pixels con luce LED
- Registrazione video
- Autofocus

Software
- OS: BlackBerry OS 5.0
- Messaggistica: SMS, MMS, Email, IM
- Browser HTML
- Radio FM
- Giochi
- A-GPS
- Java
- Supporto audio
- Supporto video
- Organizer
- Promemoria vocali
- T9

Batteria
- Batteria agli ioni di litio da 1400 mAh

Il modello 9550 si differenzia anche per il supporto delle reti CDMA 800 / 1900 e il Bluetooth v2.0 con EDR
Lo Storm 2 ha modificato il sistema "SurePress" dello Storm, utilizzando dei sensori piezoelettrici al posto dello schermo mobile.

## Storm 9570
Questo dispositivo doveva rappresentare l'ultima versione della serie, ma venne cancellato dalla produzione a favore della nuova serie di dispositivi. Avrebbe supportato BlackBerry OS 6.